# Шарков, Борис Юрьевич
Бори́с Ю́рьевич Шарко́в (род. 11 февраля 1950) — советский и российский физик, специалист в области теплофизики и физики ускорителей. Действительный член РАН с 2016 года, доктор физико-математических наук.

## Биография
Б. Ю. Шарков родился 11 февраля 1950 года в Москве в семье профессора геологии Ю. В. Шаркова.
В 1973 году окончил Московский инженерно-физический институт (МИФИ), факультет теоретической и экспериментальной физики.
В 1978 году защитил кандидатскую диссертацию по специальности «Лазерная плазма», кандидат физ.-мат. наук (МИФИ).
С 1979 по 1985 годы работал стажером-исследователем в МИФИ на кафедре квантовой радиофизики, старший научный сотрудник. С 1979 начал сотрудничество с Институтом теоретической и экспериментальной физики (ИТЭФ).
В 1989—1996 годы Б. Ю. Шарков является руководителем, заведующим лабораторией (которую создавал с 1979) в ИТЭФ.
С 1989 года начинается регулярное сотрудничество с зарубежными партнерами, в частности с «GSI» (Дармштадт).
В 1991 году защитил докторскую диссертацию по специальности «Физика пучков заряженных частиц», доктор физ.-мат. наук (ИТЭФ)
«Формирование интенсивных пучков тяжелых ионов из лазерной плазмы для экспериментов по ТИС».
В 1996 году стоял вопрос о закрытии ускорителя ядерных частиц в ИТЭФ, была разработана программа по его реконструкции. Существовавший протонный ускоритель был перестроен в ионный ускоритель-накопитель, который был запущен в 2002.
Б. Ю. Шарков являлся соавтором и руководителем проекта модернизации ускорительного комплекса ИТЭФ.
В 1997 году Б. Ю. Шарков становится заместителем директора ИТЭФ по науке,
а в 2005—2008 годы занимал пост директора ГНЦ РФ ИТЭФ им. Алиханова.
С 1999 года активное сотрудничество с Московским физико-техническим институтом (МФТИ).
В 1999 году Б. Ю. Шаркову присвоено научное звание профессор.
С 2005 года Б. Ю. Шарков возглавляет кафедру физики экстремальных состояний вещества (недоступная ссылка) в МИФИ, профессор, подготовил 6 кандидатов и 2 докторов наук. Читает курс лекций «Современные проблемы физики термоядерного синтеза».
В 2006 году Б. Ю. Шарков избран членом-корреспондентом РАН, Отделение энергетики, машиностроения, механики и процессов управления РАН.
С 2008 Б. Ю. Шарков является директором Исследовательского Центра «ФАИР-Россия» (ИЦФР).
С 2010 по 2016 годы — директор и научный руководитель крупного международного проекта «Европейский центр по исследованию ионов и антипротонов (FAIR)» (Дармштадт). Этот международный научный центр (около 3000 ученых из 50 стран) создан в Европе для исследования структуры материи и эволюции Вселенной (в первые миллионные доли секунды после Большого Взрыва 13.7 млрд лет назад).
С 2017 года работает в Объединенном институте ядерных исследований (г. Дубна) заместителем директора Института, а с 2018 года – вице-директором.

## Научная деятельность
Борис Юрьевич Шарков специалист в области теплофизики экстремального состояния вещества с высоким удельным локальным уровнем концентрации энергии, а также в области физики ускорителей. Основные научные результаты Б. Ю. Шаркова посвящены проблемам энергетики тяжелоионного термоядерного синтеза и связанным с этим исследованиям экстремального состояния вещества при воздействии концентрированных потоков энергии тяжелых ионов на плотную ионизованную материю. Б. Ю. Шарков пионер в области создания и использования лазерных источников ионов. Б. Ю. Шарков возглавлял проект модернизации ускорительно-накопительного комплекса ИТЭФ-ТВН — уникальной установки для концентрации потока энергии интенсивных пучков тяжелых ионов в исследованиях по физике высокой плотности энергии в веществе.
Борис Юрьевич Шарков — член Ядерного общества РФ (недоступная ссылка),
член ряда институтских научных советов,
член редколлегии журнала «Атомная энергия» и журнала «Nuclear fusion» (МАГАТЭ),
заместитель главного редактора журнала «Laser and partical beams»,
член НТС Госкорпорации «Росатом»,
член Экспертного Совета Фонда «Сколково»,
член Экспертного Совета по Программе фундаментальных исследований Отделения физических наук РАН «Физика элементарных частиц, фундаментальная ядерная физика и ядерные технологии»;
зам. Председателя Совета РАН «Анализ энергетических систем»,
член бюро Совета по ускорителям РАН,
член секции ВАК по физике,
член бюро по физике плазмы Европейского Физического Общества.
Б. Ю. Шарков в совершенстве владеет английским, немецким языками.
Женат, имеет двоих детей.

## Публикации
Б. Ю. Шарков — автор и соавтор ок. 200 научных работ, в том числе 4 монографий:
- «Физика многозарядных ионов лазерной плазмы» (1992),
- «Лазерный источник многозарядных ионов для ускорителей» (1996),
- «Ядерный синтез с инерционным удержанием — современное состояние и перспективы для энергетики» (2005),
- «Интенсивные ионные пучки для генерации экстремальных состояний вещества» (2008),

автор 3 свидетельств на изобретения.

## Награды и премии
- 2004 — Президентская стипендия выдающихся ученых
- 2006 — Президентский грант лидера ведущей научной школы
- 2008 — Президентский грант лидера ведущей научной школы
- 2009 — Премия имени В. И. Векслера РАН за цикл работ «Создание системы перезарядной инжекции и исследование процессов при нелиувиллевском накоплении интенсивных пучков тяжелых ионов на ускорителе-накопителе ИТЭФ-ТВН»
- 2010 — Премия Правительства РФ и присвоение звания «Лауреат премии Правительства Российской Федерации в области науки и техники» за создание нового поколения ускорителей тяжелых ионов для релятивистской ядерной физики и инновационных ядерно-энергетических технологий.[1]
- 2024 — Медаль ордена «За заслуги перед Отечеством» II степени (5 февраля 2024 года) — за большой вклад в развитие отечественной науки, многолетнюю плодотворную деятельность и в связи с 300-летием со дня основания Российской академии наук[2]